# Llibre de Malaquies
El llibre de Malaquies és un llibre profètic de l'Antic Testament escrit entre el segle V aC i el segle iv aC. El nom "Malaquies" significa àngel o missatger i, per tant, no apunta cap a una persona en concret, tot i que la tradició l'ha entès com a nom propi i s'atribueix al profeta Malaquies (profeta). L'objectiu principal del llibre és alertar dels perills que poden patir els jueus en el moment que ja s'han instal·lat a casa després de l'exili i que estan relaxant els costums i el zel religiós. Les advertències són més dures amb els sacerdots, guardians naturals de l'ortodòxia.
El llibre s'estructura com una sèrie de diàlegs o debats amb diferents grups socials que acaben amb un oracle o profecia. S'aborden temes com el divorci, la gestió del temple, el delme o la vinguda del Messies, entre d'altres. Els cristians hi veuen també l'anunci de la vinguda de Joan Baptista. Un dels oracles anuncia el "dia de Jehovà", quan explica que Déu prepara un dia per perdonar els homes i llavors els israelites sabran discernir entre els justos i els impius. Els que obrin amb impietat seran cremats per una calor abrasadora que Ell enviarà. Un altre oracle que potser és una addició tardana, parla sobre el retorn del profeta Elies, que precedirà "un dia gran i terrible". Una antiga tradició deia que Elies, emportat al cel per un carro de foc, tornaria a la terra abans del dia del judici final. El llibre incorpora diversos oracles que parlen del càstig als sacerdots que descuiden els sacrificis, les plagues de llagostes, la sequera i l'esterilitat, que desapareixeran quan tothom pagui els delmes.